# Stieglitz-Umlagerung
Die Stieglitz-Umlagerung ist eine Namensreaktion in der Organischen Chemie und wurde im Jahre 1913 von den Chemikern Julius Stieglitz und Paul Nicholas Leech beschrieben. Es handelt sich dabei eine Synthesemethode zur Herstellung von Imin-Derivaten.

## Übersichtsreaktion
Bei dieser Umlagerungsreaktion entsteht aus einem stickstoffhaltigen Molekül 1, wie beispielsweise einem Amin oder Azid, ein Imin-Derivat 2. Hauptsächlich werden dabei Schiffsche Basen gebildet.

## Mechanismus
Die Stieglitz-Umlagerung verläuft unter verschiedenen Reaktionsbedingungen, deshalb ist es schwierig alle Arten von Umlagerungen durch ein einziges Schema zu repräsentieren. Eine repräsentative Stieglitz-Umlagerung von Tritylaminchlorid 1 unter alkalischen Bedingungen ist hier dargestellt. Es findet am Stickstoffatom eine Substitution durch eine Kohlenstoff-Stickstoff-Verschiebung statt. Das Reaktionsprodukt ist eine Schiffsche Base, Triarylimin 3.